# Ilmari Hiitonen
Henrik Ilmari Augustus Hiitonen (till 1932 Hidén), född 28 juli 1898 i Helsingfors, död 10 februari 1986, var en finländsk botaniker. Han var bror till Ensio Hiitonen.
Hiitonen, som var son till universitetsadjunkten, filosofie doktor Karl Julius Hidén och Helmi Liisi Parmanen, blev student 1916, filosofie kandidat 1926, filosofie magister 1927, filosofie licentiat 1946 och filosofie doktor 1950. Han var amanuens vid Helsingfors universitets botaniska museum 1931–1953, intendent 1954–1962, tillförordnad kustos 1953–1956 och 1959–1962 samt kustos 1962–1965. Han blev docent i botanik vid Helsingfors universitet 1947. Han var extra ordinarie assistent vid nämnda universitets botaniska institution 1926–1931, vid geografiska institution 1926–1938, tillförordnad adjunkt (biträdande professor) i botanik vid Helsingfors universitet 1948 och 1950, speciallärare i botanik vid Tekniska högskolan 1950–1961 samt lärare i naturalhistoria och geografi vid olika skolor i Helsingfors 1928 och 1941–1953. 
Hiitonen var medlem av styrelsen för Självständighetsförbundet 1935–1939 och 1943–1946 och för Docentföreningen vid Helsingfors universitet 1948–1950. Han blev arbetande ledamot av Geografiska sällskapet i Finland 1946 och tilldelades professors titel 1978.